# He Said, She Said
He Said, She Said is een Amerikaanse romantische komedie uit 1991 geregisseerd door Ken Kwapis en Marisa Silver met in de hoofdrollen onder meer Kevin Bacon en Elizabeth Perkins.

## Verhaal
De film gaat over twee journalisten bij de The Baltimore Sun, de conservatieve Dan (Kevin Bacon) en zijn meer progressieve collega Lorie (Elizabeth Perkins). Hun verschil in opvattingen en het feit dat ze beide azen op dezelfde promotie leidt tot frictie, maar dan komen ze erachter dat ze gevoelens voor elkaar hebben.
Het verhaal wordt twee keer verteld, de eerste keer vanuit Dans perspectief, de tweede keer vanuit dat van Lorie.

## Rolverdeling
| Acteur            | Personage     | Opmerkingen                  |
| ----------------- | ------------- | ---------------------------- |
| Kevin Bacon       | Dan Hanson    | journalist The Baltimore Sun |
| Elizabeth Perkins | Lorie Bryer   | collega van Dan              |
| Nathan Lane       | Wally Thurman |                              |
| Anthony LaPaglia  | Mark          |                              |
| Sharon Stone      | Linda Metzger |                              |

## Productie
Het eerste deel van de film werd geregisseerd door Ken Kwapis, het tweede door Marisa Silver. Kwapis en Silver waren destijds verloofd en trouwden kort nadat de film uitkwam.